# Olst-Wijhe
Olst-Wijhe (baix saxó neerlandès Olst-Wieje) és un municipi de la província d'Overijssel, al centre-est dels Països Baixos. L'1 de gener de 2009 tenia 17.574 habitants repartits per una superfície de 118,38 km² (dels quals 4,22 km² corresponen a aigua).

## Centres de població
| Nom                        | Habitants |
| -------------------------- | --------- |
| Olst                       | 5.066     |
| Boskamp                    | 1.096     |
| Den Nul                    | 551       |
| Fortmond e.o.              | 106       |
| Duur                       | 179       |
| Middel                     | 215       |
| Overwetering               | 298       |
| Hengforden                 | 445       |
| Welsum e.o                 | 604       |
| Wesepe kern                | 590       |
| Verspreide huizen Wesepe   | 605       |
| Wijhe-West                 | 2.751     |
| Wijhe-Oost                 | 2.831     |
| Verspreide huizen Wijhe    | 320       |
| Elshof                     | 479       |
| Boerhaar kern              | 226       |
| Verspreide huizen Boerhaar | 505       |
| Marle                      | 73        |
| Herxen                     | 322       |
| 't Nijenhuis               | 222       |
| Font: Gemeente Olst-Wijhe  |           |

## Ajuntament
- PvdA 6 regidors
- CDA 6 regidors
- Gemeentebelangen 3 regidors
- VVD 2 regidors

## Galeria d'imatges

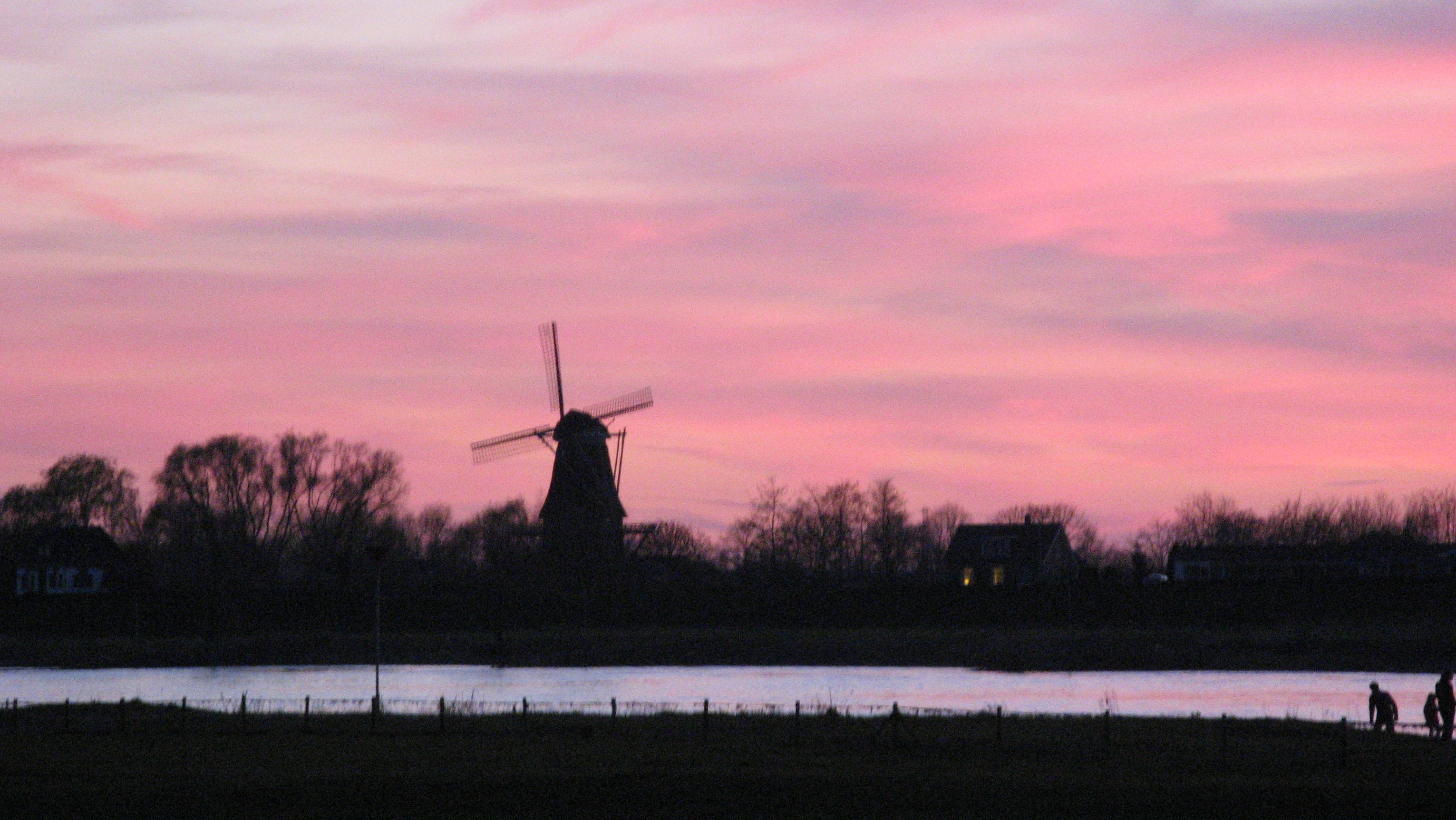
El riu a cap a l'IJssel
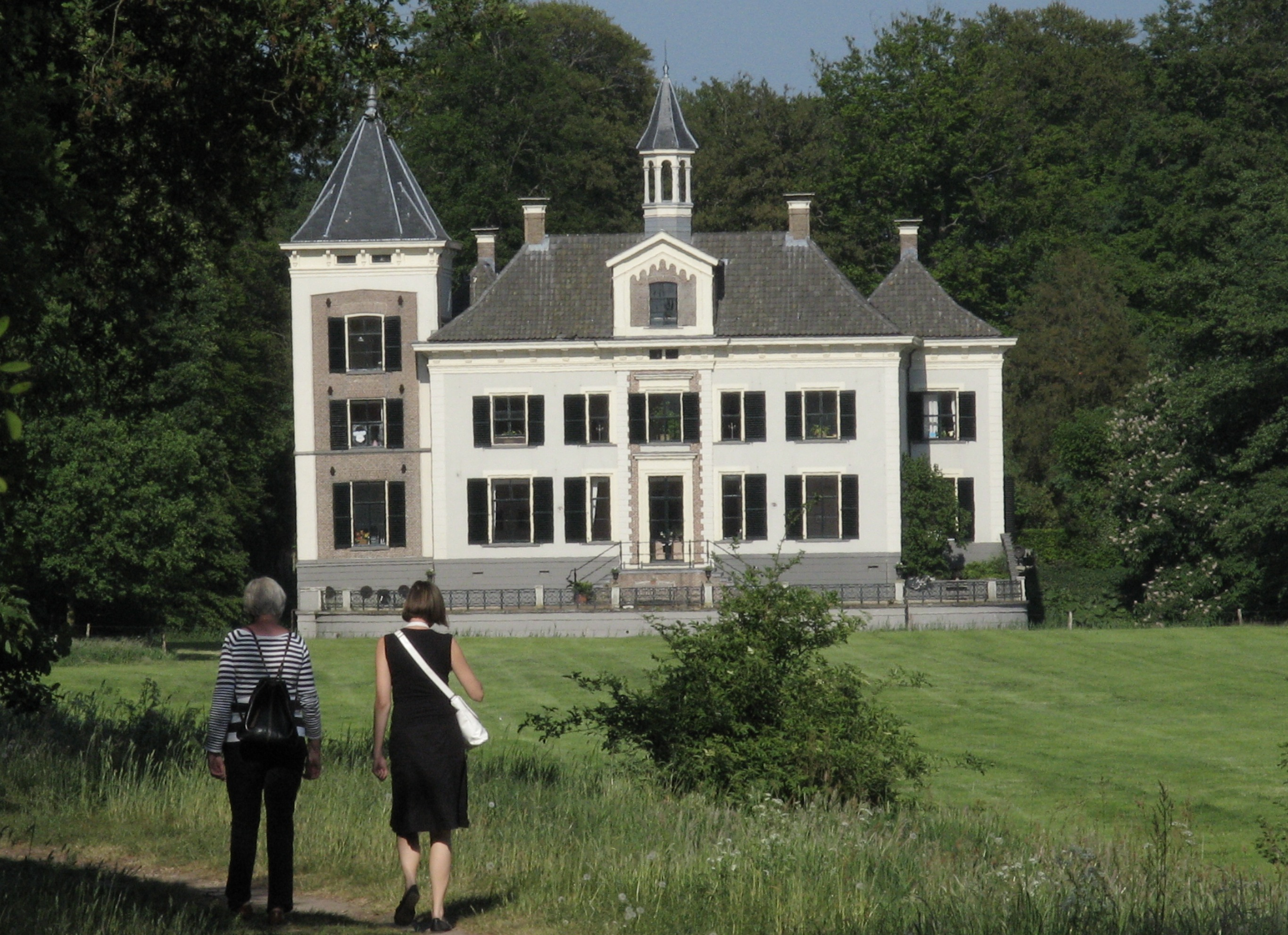
Mansió de Haere
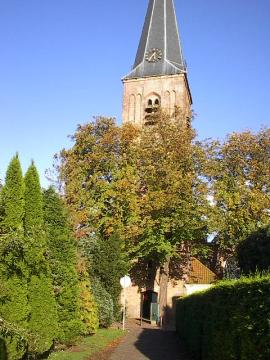
Església protestant de Wijhe
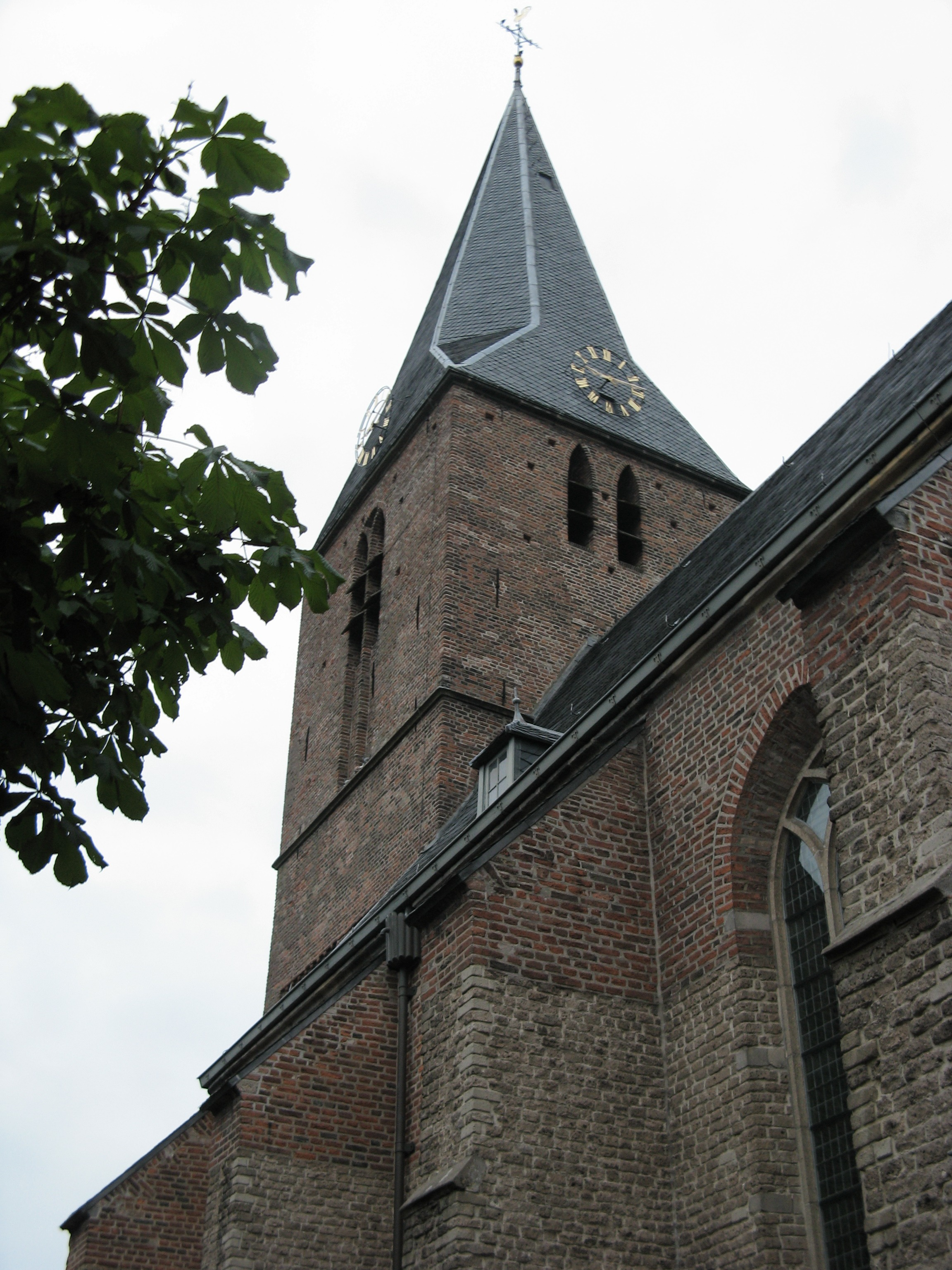
Església d'Olst
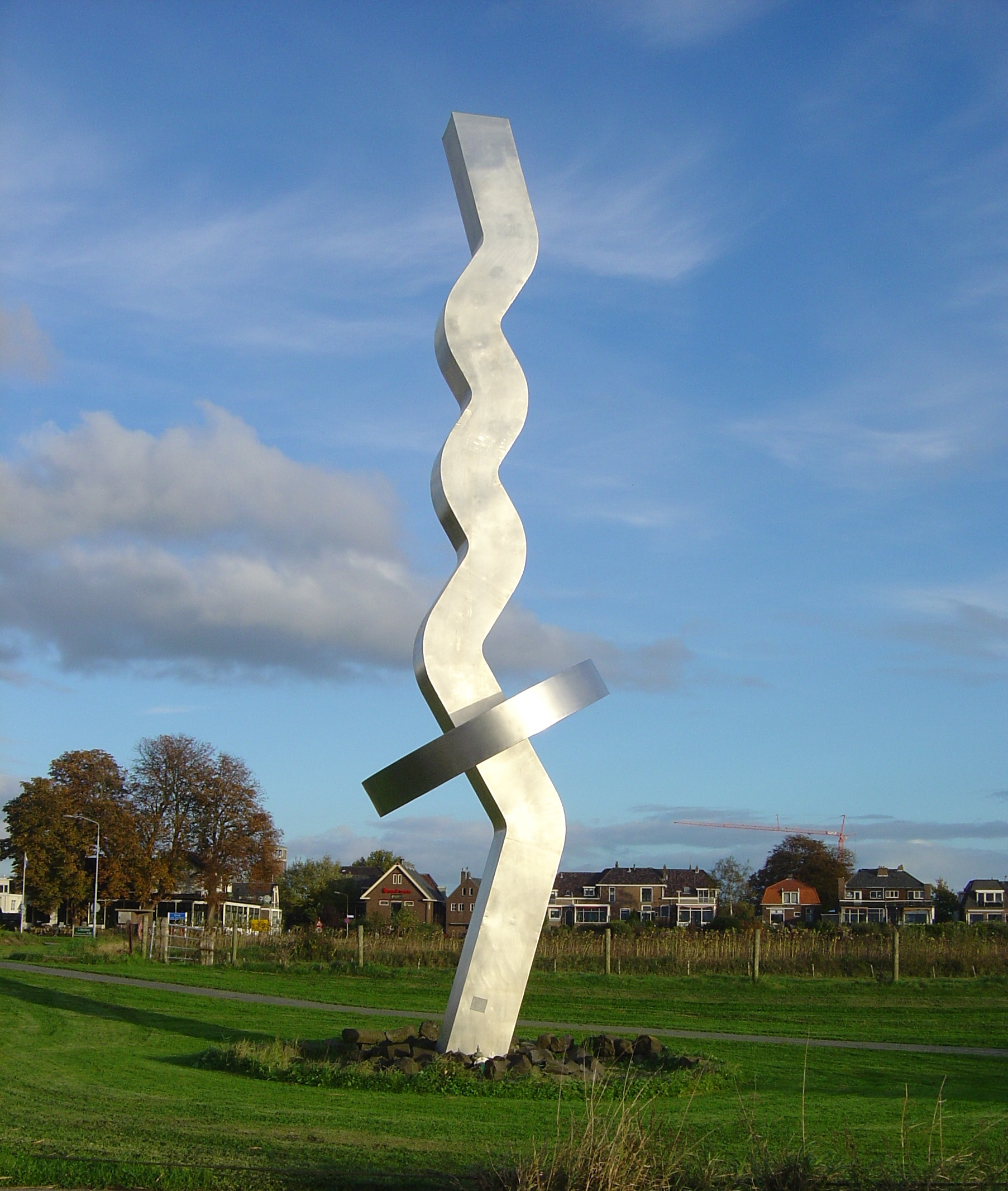
Far d'Overijssel a Olst